# Wataru Yamazaki
Wataru Yamazaki (japanisch 山崎 渡 Yamazaki Wataru; * 18. September 1980 in der Präfektur Saitama) ist ein ehemaliger japanischer Fußballspieler.

## Karriere
Yamazaki erlernte das Fußballspielen in der Schulmannschaft der Fukaya Daiichi High School und der Universitätsmannschaft der Nihon-Universität. Seinen ersten Vertrag unterschrieb er 2003 bei Thespa Kusatsu. Am Ende der Saison 2004 stieg der Verein in die J2 League auf. Für den Verein absolvierte er 186 Ligaspiele. Ende 2009 beendete er seine Karriere als Fußballspieler.